# أبو بكر بن سايحي
أبو بكر بن سايحي (مواليد سنة 1996)، ممثل بلجيكي من أصل مغربي. اشتهر من خلال مشاركته في فيلم «أسود» (Black) سنة 2015 للمخرجين عادل العربي وبلال فلاح. 

## الحياة الشخصية
ولد عام 1996 في سينت-يانس-مولينبيك ببلجيكا وترعرع فيها. تعلم اللغة الهولندية في معهد إيميلد.

## مساره
في عام 2014، تم اختيار بن سايحي للمشاركة في فيلم (Black) قبل المخرجين عادل العربي وبلال فرح، وقد لعب دور الشخصية الرئيسية «مروان» في الفيلم. حاز الفيلم على إشادة إيجابية وعرض في العديد من المهرجانات السينمائية الدولية. تم ترشيحه لاحقًا لجائزة (Ensor Best Debut) في مهرجان أوستند السينمائي في عام 2016، وجائزة أفضل ممثل في جوائز ماجريت في عام 2017. مع النجاح الي حقّقه الفيلم، شارك بن سايحي سنة 2017 في المسلسل التلفزيوني الطويل (Thuis). في عام 2018 شارك في المسلسل التلفزيوني (Daidj). 

## أعماله
| السنة | الفيلم             | الدور         | النوع          | المرجع |
| ----- | ------------------ | ------------- | -------------- | ------ |
| 2015  | Black              | مروان         | فيلم           |        |
| 2016  | The Dinner         | أبو بكر       | فيلم قصير      |        |
| 2018  | eLegal             | ياسين الماجري | مسلسل تلفزيونى |        |
| 2018  | Thuis              | يونس باكال    | مسلسل تلفزيونى |        |
| 2018  | The Crimson Rivers | رشيد          | مسلسل تلفزيونى |        |
| 2019  | Binti              | فريد          | فيلم           | [ 4 ]  |
| 2019  | Women of the Night | رشيد          | مسلسل تلفزيونى |        |
| 2022  | Rebel              | كمال          | فيلم           |        |

## روابط خارجية
أبو بكر بن سايحي على موقع IMDb (الإنجليزية)
- أبو بكر بن سايحي على موقع قاعدة بيانات الفيلم (الإنجليزية)